# Ястребенецкий, Григорий Данилович
Григо́рий Дани́лович Ястребене́цкий (29 октября 1923, Баку — 18 марта 2022, Санкт-Петербург) — советский и российский скульптор, народный художник РСФСР (1984), заслуженный деятель культуры Польши, действительный член Российской академии художеств (2006).

## Биография
Действительный член Российской Академии художеств (Отделение скульптуры, 2006), Народный художник РСФСР (1984), заслуженный деятель культуры Польши, руководитель персональной творческой мастерской скульптуры Российской Академии художеств в Петербурге (с 2006). Член Союза художников СССР, Союза художников России (1951). Участник Великой Отечественной войны (1941—1945).
2 июля 1941 года был призван в действующую армию и направлен на Ленинградский фронт, пережил все тяготы блокады Ленинграда, проходил службу в учебном миномётном полку, в декабре 1941 года попал в госпиталь со второй стадией дистрофии. Принимал участие в боях под Ленинградом, Нарвой, Шлиссельбургом, на Карельском перешейке. Был ранен. Войну закончил в 1945 году в Восточной Пруссии, под Кенигсбергом.
В 1951 году окончил скульптурный факультет Института имени И. Е. Репина Академии художеств СССР.
С 1951 года член Союза художников, неоднократно избирался членом правлений Союза художников СССР и РСФСР, членом президиума Ленинградской организации Союза художников (ЛОСХ), много лет был заместителем его председателя.
Жил и работал в Санкт-Петербурге.
Скончался 18 марта 2022 года в возрасте 98 лет.

## Творческая деятельность

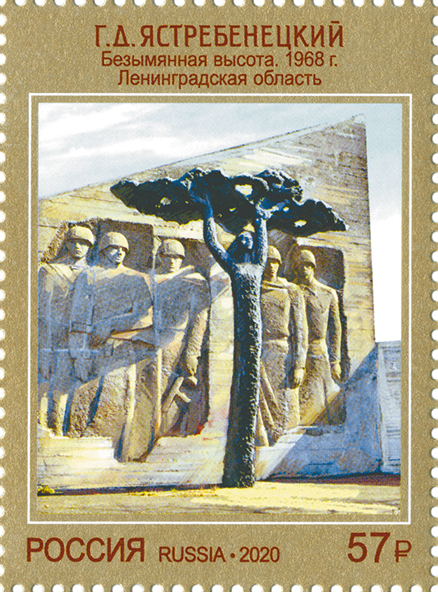
Почтовая марка. Памятник «Безымянная высота» (1968) (Ленинградская обл.) Г. Д. Ястребенецкий

Особое место в творчестве скульптора-фронтовика занимает тема Великой Отечественной войны. Григорий Ястребенецкий является автором памятников на линии обороны Ленинграда: памятника «Безымянная высота» на Ивановских порогах (1968), мемориала в крепости «Орешек» под Шлиссельбургом (открыт 9 мая 1985 г.), мемориального комплекса на месте концентрационного лагеря в Нойгаме (район Гамбурга) (2002, Германия), мемориального комплекс на немецком кладбище в деревне Сологубовка под Санкт-Петербургом (2003. Ленинградская область). Его памятники, посвящённые войне, установлены в Пензе, Мурманске, Караганде, городах Вятские Поляны и Тара.
Среди других монументальных работ Григория Ястребенецкого — памятники Димитру Благоеву, Адаму Мицкевичу, Галине Старовойтовой, Варламу Шаламову в Санкт-Петербурге, Антону Рубинштейну в Петергофе, В. И. Ленину в Дрездене (Германия, канцлерам Аденауэру и Вилли Брандту в городе Гревенброх (Германия).
Основные станковые произведения: портреты (более 300): хирурга А. В. Вишневского (1952), шахматиста М. М. Ботвинника (1953), писателя И. А. Гончарова (1961), режиссёра А. А. Брянцева (1964), режиссёра И. П. Владимирова (1971), ученого М. В. Ломоносова (1974), кинодраматурга А. Я. Витоль (1978), артиста К. Лаврова (1980), дирижёра Ю. Х. Темирканова (1982), писателя Д. Гранина (1985), хоккеиста Н. Г. Пучкова (1985), поэта А. С. Пушкина (1985), писателя Максима Горького (1986), директора Эрмитажа Б. Б. Пиотровского (1988), поэта Г. Гейне (1988), режиссёра Р. С. Агамирзяна (1990), генетика Н. В. Тимофеева-Ресовского (1991), искусствоведа Н. Н. Пунина (1994), императора Петра Великого (1997), поэта Иосифа Бродского (1998), мыслителя И. В. Гёте (2000), режиссёра Н. П. Акимова (2001), режиссёра А. А. Белинского (2003), артиста Е. А. Лебедева (2003), государственного деятеля Г. А. Потёмкина (2000), ученого Д. С. Лихачева (2000), композитора А. П. Петрова (2005), писателя Альберта Лиханова (2010), директора Эрмитажа М. Б. Пиотровского (2014), кинорежиссёра А. Н. Сокурова (2016), философа Б. Д. Парыгина (2020).
Скульптурный портрет Х. Ботева планируется подарить Болгарии.
Мемориальные доски (более 30), в том числе В Петербурге: композитору Г. Венявскому (2005), политическому деятелю Г. В. Старовойтовой (2004), драматургу А. М. Володину (2003), политическому деятелю П. А. Столыпину (2003), режиссёру Н. П. Акимову (2001), актрисе П. А. Стрепетовой (2001), учёному Д. С. Лихачёву (2000), государственному деятелю С. Ю. Витте (1999), писателю Л. Н. Толстому (1960), певцу Л. В. Собинову (1959), политическому деятелю Ф. Э. Дзержинскому (1959).
Участник более 250 московских, всероссийских, зарубежных и международных выставок (с 1950). Персональные выставки: В Петербурге (5 выставок), в Москве (1 выставка), в Германии (3 выставки), в Англии (1 выставка).
Станковые произведения представлены в более 40 музеях страны и зарубежных коллекциях. В том числе: Эрмитаж, Третьяковская галерея, Русский музей, Музеи Дюссельдорфа, Дрездена, Берлина, Гревенбройха, Китая. Произведения Григория Ястребенецкого находятся в частных собраниях в России, Америке, Англии, Германии, Польше, Финляндии, Бельгии.
В 2019 году Григорий Ястребенецкий принял участие в съёмках документального фильма «Архитектура блокады», посвящённого маскировке Ленинграда в годы Великой Отечественной войны. Главными героями фильма, снятого в рамках проекта «Сохранённая культура», стали ленинградские архитекторы, инженеры, художники и альпинисты, обеспечившие сохранность зданий и памятников во время блокады.
Премьера фильма состоялась в петербургском киноцентре «Дом кино» 27 января 2020 года — в День полного освобождения Ленинграда от фашистской блокады, Григорий Ястребенецкий присутствовал в зрительном зале как один из героев картины: в фильме скульптор делится блокадными и фронтовыми воспоминаниями, рассказывает о своем друге, военном альпинисте, участнике маскировки Ленинграда Михаиле Боброве. Памятник альпинистам авторства Ястребенецкого был открыт четырьмя годами ранее.
Так как в фильм «Архитектура блокады» вошли не все отснятые материалы, весной и летом 2020 года создатели ленты смонтировали и разместили в свободном доступе на видеохостингах несколько дополнительных сюжетов к картине, в том числе 30-минутный ролик «Григорий Ястребенецкий. Скульптуры войны».

## Награды
- Заслуженный деятель культуры Польши.
- Орден Отечественной войны I степени.
- Орден Красной Звезды.
- Медаль «За боевые заслуги» (1942).
- Медаль «За оборону Ленинграда» (1943).
- Медаль «За победу над Германией в Великой Отечественной войне 1941—1945 гг.» (1945).
- Заслуженный художник РСФСР (1969).
- Орден «За заслуги перед Отечеством» (в серебре) (1975, ГДР).
- Народный художник РСФСР (1984).
- Золотая медаль имени М. Б. Грекова (1986).
- Рыцарский Крест Ордена Заслуг перед Республикой Польша (1999).
- Офицерский Крест Ордена Заслуг перед Республикой Польша (2013).
- Орден Почёта (2011).
- Орден «За заслуги перед искусством» (2012).
- Медаль «За заслуги перед Академией» (2013) Российской академии художеств.
- Золотая и серебряная медали Союза художников России.
- Российская премия Фонда Людвига Нобеля (2017).

## Автор книг
- Дом для художников. — М.: Ирис, 2003.
- Интервью автора с самим собой. — СПб.: Издательская группа «Hermit», 2004.
- Интервью автора с самим собой. — СПб.: Нева, 2005.
- Не только о скульптуре. — СПб.: Левша, 2008.
- Нас осталось мало. — СПб.: Левша, 2011.
- Кое-что из опыта… — СПб.: Филателия, 2012.
- Такая долгая жизнь: Записки скульптора. — СПб.: Лимбус Пресс, 2019.

## Адреса в Ленинграде
- Невский пр., д. 20[11]

## Галерея

Ялкала
Чебоксары